# Ultra Chess
Ultra Chess is een computerspel dat in 1985 werd ontwikkeld en uitgegeven door Aackosoft International B.V. voor de MSX-computer. Het schaakspel is simpel uitgevoerd. Er kan alleen een bedenktijd geconfigureerd worden.